# Мамбет (Жетысуская область)
Мамбет (каз. Мәмбет, до 199? г. — Ленино) — село в Коксуском районе Жетысуской области Казахстана. Административный центр Лабасинского сельского округа. Находится на реке Коксу примерно в 8 км к юго-востоку от села Балпык-Би. Код КАТО — 194847100.

## Население
В 1999 году население села составляло 2439 человек (1206 мужчин и 1233 женщины). По данным переписи 2009 года, в селе проживал 1991 человек (1012 мужчин и 979 женщин).